# Sanoma
Sanoma est un groupe de presse finlandais. Il est le premier groupe de presse en Finlande et le deuxième d'Europe du Nord avec des activités dans 20 pays européens.

## Histoire
Sanoma est formé en 1998 par la fusion de Helsinki Media Corporation, Sanoma Corporation et WSOY (Werner Söderström Osakeyhtiö).
En février 2020, Sanoma annonce l'acquisition d'Alma Media, propriétaire d'un journal national et de journaux régionaux, pour 115 millions d'euros.

## Activité
Le groupe est dans le top 5 européen des éditeurs de magazine et couvre de manière significative, en plus de la Finlande, les Pays-Bas, la Belgique, la Bulgarie, la République tchèque, la Hongrie, la Slovaquie et la Russie. Le groupe emploie 4 463 personnes en 2018.
Sanoma est découpé en 5 entités (Business Unit) :
- Sanoma Magazines : Publication et distribution de magazines
- Sanoma : Publication et impression de journaux
- WSOY : Publication de contenu éducatifs et calendriers
- SWelcom :  Multimédia

L'influent journal finlandais Helsingin Sanomat est le produit phare du groupe qui édite aussi son concurrent moins sérieux, le Ilta-Sanomat.

## Actionnaires
Le groupe est coté à la bourse d'Helsinki (OMX Helsinki). Le propriétaire principal est le fond de Jane et Aatos Erkko.
En avril 2018, les actionnaires principaux sont:
| Actionnaire                 | %       |
| --------------------------- | ------- |
| Fond de Jane et Aatos Erkko | 24,35 % |
| Antti Herlin                | 11,93 % |
| Robin Langenskiöld          | 7,50 %  |
| Rafaela Seppälä             | 6,28 %  |
| Fond de Helsingin Sanomat   | 3,49 %  |
| Ilmarinen oy                | 2,18 %  |